# Challenger de Busan 2025
El torneo Busan Open 2025 fue un torneo de tenis perteneció al ATP Challenger Tour 2025 en la categoría Challenger 125. Se trató de la 22ª edición; el torneo tuvó lugar en la ciudad de Busan (Corea del Sur), desde el 14 hasta el 20 de abril de 2025 sobre pista dura al aire libre.

## Jugadores participantes del cuadro de individuales
| Preclasificado | País                      | Jugador             | Rank1 | Posición en el torneo |
| 1              | Bandera de Australia      | Adam Walton         | 86    | FINAL                 |
| 2              | Bandera de Estados Unidos | Christopher Eubanks | 110   | Primera ronda         |
| 3              | Bandera de Estados Unidos | Brandon Holt        | 114   | Semifinales           |
| 4              | Bandera de Australia      | Tristan Schoolkate  | 119   | Primera ronda         |
| 5              | Bandera de Japón          | Yasutaka Uchiyama   | 157   | Cuartos de final      |
| 6              | Bandera de Australia      | Li Tu               | 174   | Segunda ronda         |
| 7              | Bandera de Japón          | James Trotter       | 175   | Primera ronda         |
| 8              | Bandera de Francia        | Térence Atmane      | 177   | CAMPEÓN               |

- 1 Se ha tomado en cuenta el ranking del 7 de abril de 2025.

### Otros participantes
Los siguientes jugadores recibieron una invitación (wild card), por lo tanto ingresan directamente al cuadro principal (WC):
- Gerard Campana Lee
- Chung Hyeon
- Kwon Soon-woo

Los siguientes jugadores ingresan al cuadro principal tras disputar el cuadro clasificatorio (Q):
- Viktor Durasovic
- Johannus Monday
- Mats Rosenkranz
- Marat Sharipov
- Shin San-hui
- Ilia Simakin

## Campeones

### Individual Masculino
- Térence Atmane derrotó en la final a  Adam Walton por 6–3, 6–4

### Dobles Masculino
- Rio Noguchi /  Yuta Shimizu derrrotaron en la final a  Ray Ho /  Matthew Romios por 7–6(7), 6–4